# Мульта (село)
Мульта (алт. Мый Туу — гора дикой кошки) — село Верх-Уймонского сельского поселения Усть-Коксинского района Республики Алтай России.

## География
Находится село в юго-восточной части Уймонской долины, у подножия северных отрогов Катунского хребта, на правой стороне реки Катуни, в нижнем течении реки Мульты. В окрестностях - поля, цветущие луга, березняки и листвяги - парковые рощи лиственницы. По долине Мульты и на склонах гор смешанные леса с преобладанием кедра, ели, лиственницы. Ландшафты исключительно красивы. Встречаются редкие и охраняемые виды животных и растений. Например, птицы: чёрный аист, серый журавль, журавль-красавка. Растения: венерин башмачок капельный, или крапчатый, кандык сибирский, горицвет весенний, колокольчик крапиволистный и др.
Рядом с селом находится гора Филаретка, в начале XX века на ней жил старец Филарет.

## История
В окрестностях есть древние археологические объекты - курганы.В топонимике отражены следы освоения территории тюркоязычными племенами алтайцев и кырзызов, и монголоязычными группами кочевников.  Село основано русскими старообрядцами, первоначально располагалось на высоком берегу Катуни. Многие семьи селились отдельно, основав в окрестностях села заимки. В годы Гражданской войны и установления Советской власти  имели место кровопролитные конфликты и массовые казни. В 1966 году здесь был образован совхоз. В 1968 году построен первый подвесной деревянный мост через реку Катунь, до этого была паромная переправа. Проект моста составил Кирьян Викторович Железнов при поддержке директора совхоза Плетенецкого. В 1978 году Железнов организовал строительство двухэтажной школы, которая работает и в наши дни. В 1991 году был построен железный мост.
В начале 2022 года Институт прикладной математики имени Келдыша Российской академии наук сообщил о запуске в Мульте 25-сантиметровго телескопа для наблюдения за космическим пространством.

## Инфраструктура
До Мульты ходит рейсовый автобус из Барнаула. Имеется кафе, 6 магазинов, Мультиярмарка с местными продуктами, ФАП-медпункт. Гостевые дома и туркомплексы есть и в Мульте, и в Замульте, и в Маральнике. Эти три населенных пункта составляют Мультинский куст Верх-Уймонского сельского поселения. Ежедневно ходит местный автобус до Усть-Коксы.
Отсюда начинаются туристические маршруты к Мультинским озёрам и озеру Талмень.

## Достопримечательности
В селе есть центр народного творчества. В нём по старинным традициям создаются предметы быта, украшения, сувениры. Работники центра возродили традиции ручного ткачества, на старинных деревянных ткацких станках — кроснах и вручную изготавливают старообрядческие пояса, шерстяные дорожки.

## Население
| 2010 | 2011 | 2012 | 2013 | 2014 | 2015 | 2016 |
| ---- | ---- | ---- | ---- | ---- | ---- | ---- |
| 706  | ↗708 | ↗738 | ↗739 | ↗741 | ↘722 | ↘704 |